# Sierra Blanca
Sierra Blanca é uma Região censo-designada localizada no estado norte-americano do Texas, no Condado de Hudspeth.

## Demografia
Segundo o censo norte-americano de 2000, a sua população era de 533 habitantes.

## Geografia
De acordo com o United States Census Bureau tem uma área de
10,6 km², dos quais 10,5 km² cobertos por terra e 0,1 km² cobertos por água. Sierra Blanca localiza-se a aproximadamente 1380 m acima do nível do mar.

## Localidades na vizinhança
O diagrama seguinte representa as localidades num raio de 80 km ao redor de Sierra Blanca.